# TransPennine Express

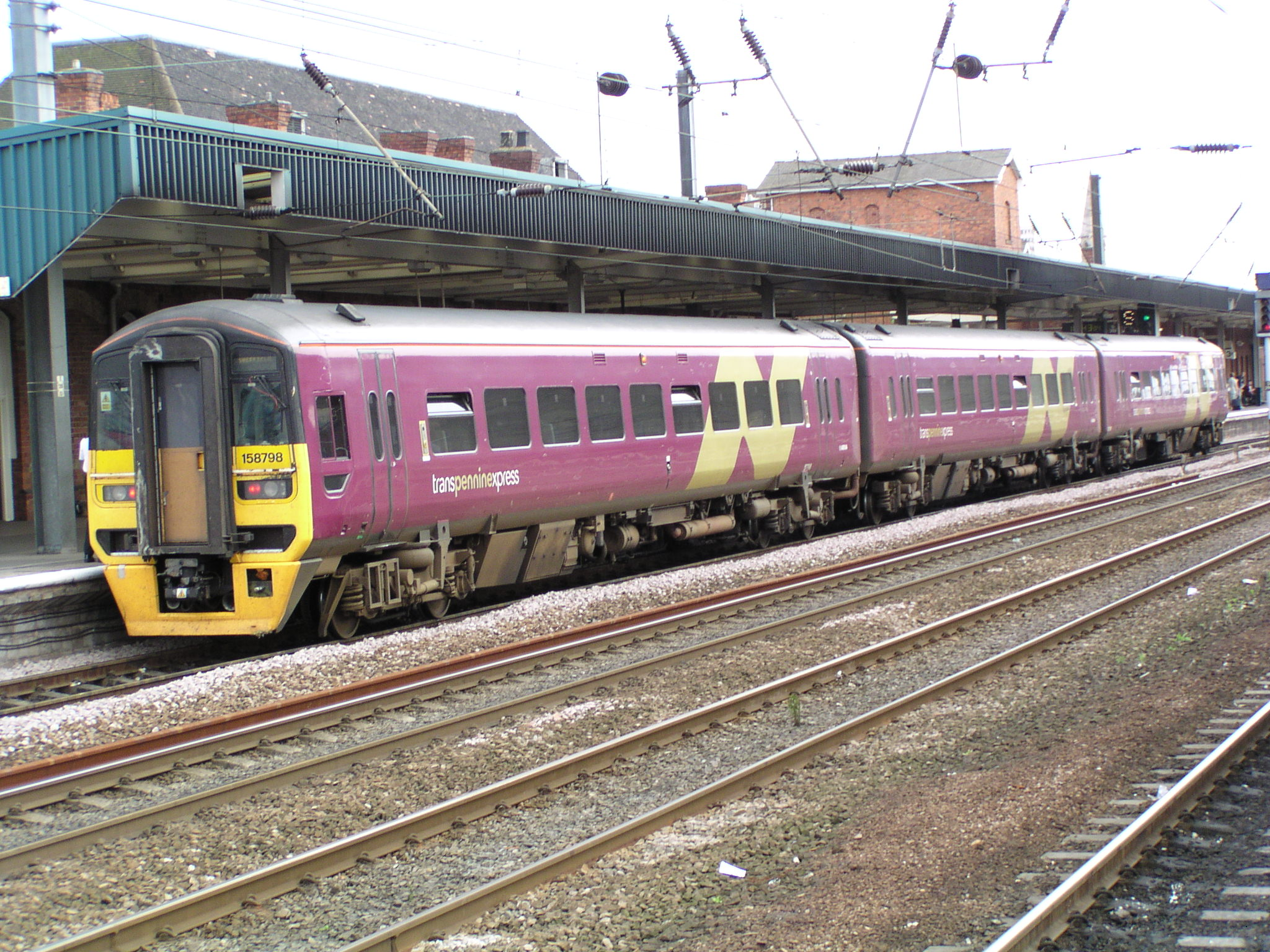
Dieseltreinstel (Class 158) van TransPennine Express

First TransPennine Limited, de publieksnaam van First TransPennine Ltd, is een Britse spoorwegonderneming. TransPennine Express is eigendom van First Group is houder van een regionale spoorconcessie in het noorden van Engeland.
Het bedrijf exploiteert treindiensten in de Noord-Midlands: van Manchester en Liverpool naar Newcastle, Hull en Leeds in het oosten en het Lake District in het noorden.
Deze concessie is op 1 februari 2004 ingegaan. De looptijd is 8 jaar, maar kan met 5 jaar worden verlengd.